# Pokojnica
Pokojnica je naselje v Občini Ivančna Gorica.